# Melgar de Yuso
Melgar de Yuso ist ein nordspanisches Dorf und eine Gemeinde (municipio) mit 271 Einwohnern (Stand: 2024) in der Provinz Palencia in der Autonomen Gemeinschaft Kastilien-León.

## Lage und Klima
Melgar de Yuso liegt in der Region Tierra de Campos auf der kastilischen Hochebene in einer Höhe von ca. 750 m. Die Provinzhauptstadt Palencia befindet sich mit ihrem Stadtzentrum etwa 33 Kilometer (Fahrtstrecke) südwestlich.
Das Klima im Winter ist durchaus kalt, im Sommer dagegen warm bis heiß; die eher spärlichen Regenfälle (ca. 530 mm/Jahr) fallen überwiegend im Winterhalbjahr.

## Bevölkerungsentwicklung
| Jahr      | 1970 | 1981 | 1991 | 2001 | 2011 | 2021 |
| Einwohner | 646  | 525  | 483  | 378  | 301  | 254  |

## Sehenswürdigkeiten

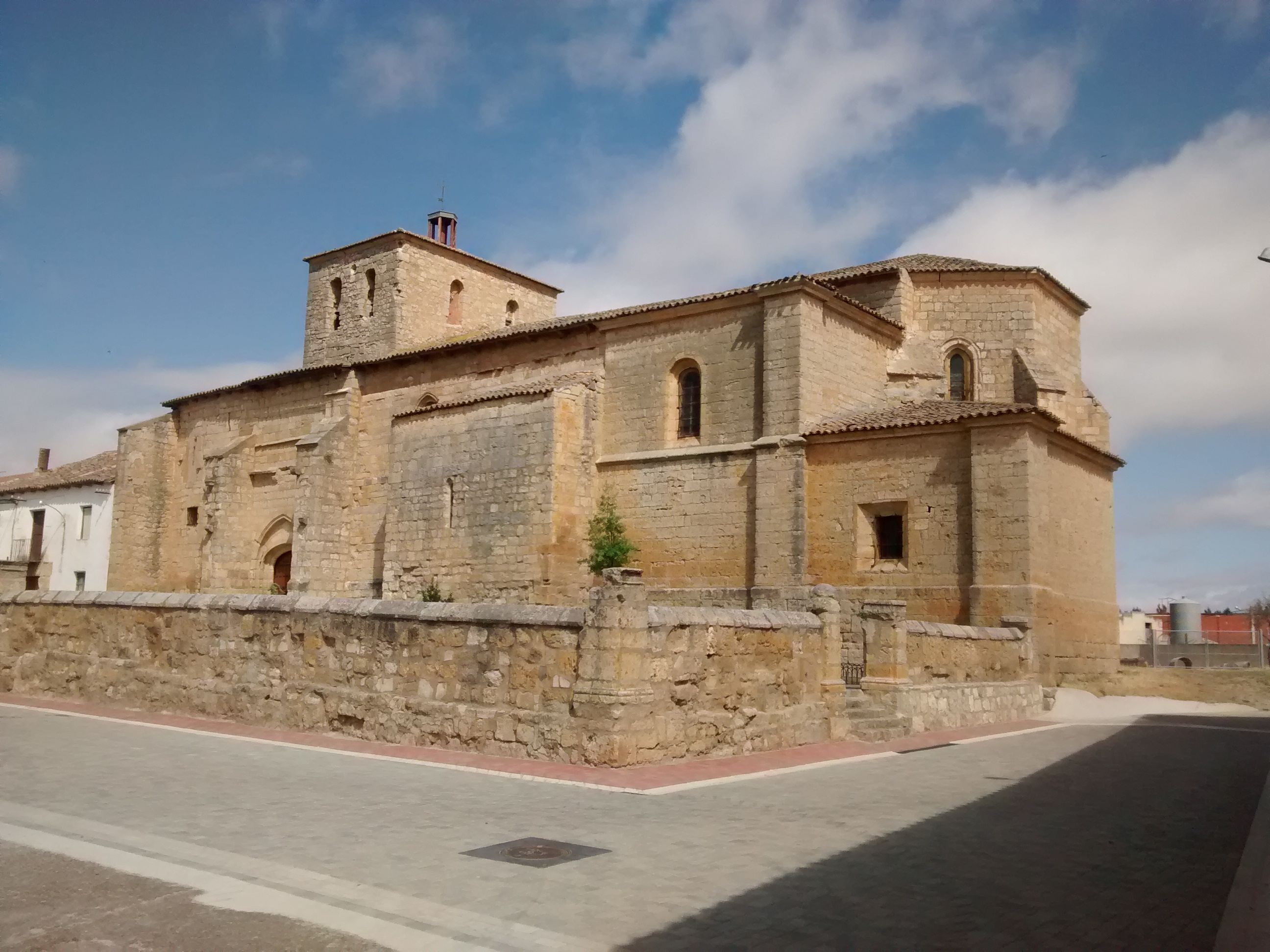
Kirche Mariä Himmelfahrt
- Marienkapelle
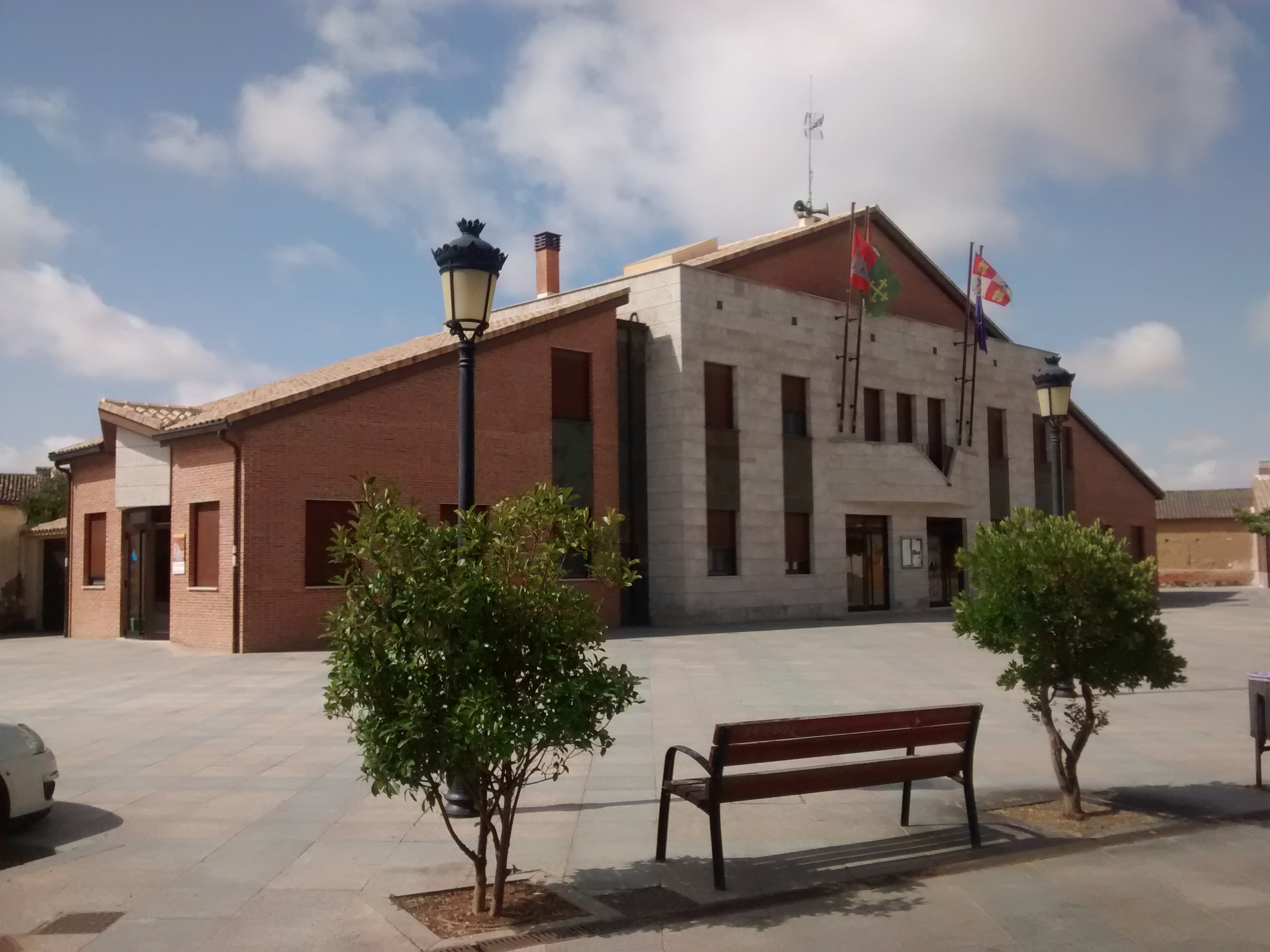
Rathaus

- Kirche Mariä Himmelfahrt
- Rathaus